# カンナビノイド

CBDの構造式

CBNの構造式

カンナビノイド（英語: Cannabinoid）は、アサ（大麻草）に含まれる化学物質のうち、窒素を含まず、酸素と水素、炭素からなる物質の総称である。アルカロイドには分類されない。
60種類を超える成分が大麻草特有のものとして分離されており、テトラヒドロカンナビノール (THC)、カンナビノール (CBN)、カンナビクロメン (CBC)、カンナビジオール (CBD)、カンナビエルソイン (CBE)、カンナビゲロール (CBG)、カンナビディバリン (CBDV)  などがある。1990年代には、体内で自然に生産されるエンドカンナビノイド（内因性カンナビノイド）が発見され研究が進展してきた。
特にTHC、CBN、CBDはカンナビノイドの三大主成分として知られる。なお、陶酔作用がある成分はこの中でもTHCのみとされるが、他のカンナビノイドとの含有比率によって効用には違いが生じる。

## 歴史
1899年に、イギリスの化学者がカンナビノール (CBN) を単離した。
1963年、イスラエルのワイツマン科学研究所のラファエル・メコーラムは
、科学分野全般での大麻についての知識がないことに気づき、大麻の研究に興味を持った。所長に相談すると、すぐさま警察から大麻樹脂を5キログラムを譲り受けてくれた。そして彼はテトラヒドロカンナビノール (THC) やカンナビジオール (CBD)  など化学構造を明らかにし、最初の大きな発見は普段は攻撃的なアカゲザルが THC の投与によっておとなしくなったことである。こうした研究を通して彼は「大麻研究の父」と呼ばれることになり、彼の研究をきっかけとして世界中で研究が行われるようになった。メコーラムは THC が大麻の多幸感をもたらしていることを確認するため、妻のダリアに大麻の入ったケーキを作ってもらい、友人たちと食べ、最初で最後の多幸感を味わい、また、喋り続ける友人、笑い続ける友人、1人だけパラノイアに陥るなど、効果に個人差があるという事実にも気づいた。
1980年代には、化学療法の吐き気を抑制するための合成THC、ドロナビノールやナビロンが入手可能になる。
1988年には、カンナビノイド受容体タイプ1（CB1受容体）の存在が発見され、内因性カンナビノイド系にも注目が集まり、その医療的への応用研究も活発となった。当時はオックスフォード大学の研究チームが THC 非特異的に作用すると考えていたが、アリン・ハウレット (Allyn Howlett) はメコーラムらと共に、THC が作用する特定の部位を発見した。1992年12月、メコーラムはCB1受容体と結びつく体内物質のアナンダミドを発見し、ヒンドゥー教徒のチームの一員が至福を意味するアナンダから名付けた。1993年には、カンナビノイド受容体タイプ2（CB2受容体）が発見される。
メコーラムは大麻の成分は単一というより、彼のいう「取り巻き効果」によってほかの成分とで効果が高まるとみており、今後の研究が望まれる。

## 分類
メコーラムは、アルキルレゾルシノールとモノテルペンが結合したものをカンナビイドと定義している。カルボン酸のあるものが酸性カンナビノイド、ないものは中性カンナビノイドに分類される。
近年ではメコーラムの定義に合わない化合物にもカンナビノイドとされる。アサに含まれるカンナビノイドをフィトカンナビノイド、それ以外の誘導体や関連物質を合成カンナビノイドと呼ぶ。

## 分布
カンナビノイドは、アサの葉や種子皮に蓄積し、茎、根、種子にはほとんどない。あるアサでは、若い葉で3-5パーセント、成熟した葉で1-2パーセントのテトラヒドロカンナビノール酸 (THCA) が含まれており、種子皮には8-10パーセントと高容量に含む。種子皮は、俗にバッズと呼ばれる花穂に豊富に含まれる。

## 医療用途
カンナビノイドは人体内におけるエンドカンナビノイドシステムにより、癌をはじめとする多くの疾病に対して顕著な治療効果を持つ。
カンナビノイドは、脳の扁桃体にあるCB1受容体の働きを促進させることにより、恐怖体験などにおいて発症したトラウマの症状を軽減する効果を持ち、PTSDを始めとするトラウマによる疾患を治療するための薬としても使用されることがある。
合成カンナビノイドは、14種類が副作用から治験中に中止しており、逆にカンナビノイドの作用を阻害したリモナバンでは自殺の副作用から市場を撤退しており、天然のTHCを含んだサティベックス、THCを合成したマリノールが医薬品となっており、ナビロンが唯一THCに似た誘導体である。

## 作用
時間や空間感覚の変調をもたらし、多幸感・鎮痛といった作用を生じる。大麻の有効成分であるテトラヒドロカンナビノール (THC) は強い陶酔作用をもたらす。CBDはTHCのこの精神作用を阻害し、抗痙攣作用、鎮静作用、鎮痛作用がある。
CBD入り健康食品メーカーでは、海外からCBDを輸入し、麻薬成分のテトラヒドロカンナビノールが検出されないことを確認してから、国内で健康食品や化粧品に加えて販売している。
2024年に米国医療研究品質局は、THCの比率の高い合成または精製カンナビジオールは疼痛をやや改善するものの、めまいや鎮静、吐き気などの副作用を大きく増加させると報告した。さらに、THCの比率の低い合成または精製カンナビジオールは、疼痛を改善させないとしている。
。

## 生理的作用
カンナビノイド類は、特異的受容体のカンナビノイド受容体を介して作用する。カンナビノイド受容体としてCB1およびCB2受容体がこれまで同定されている。
THCは、アルツハイマー病の症状に対して神経保護作用を有するとみられている。

## 薬理作用
オハイオ州立大学の研究者は、25年以上にわたり、ラットの脳の炎症を軽減し認知機能を回復させる薬を探索してきたが、カンナビノイドが唯一の種類であると述べている。

Δ9-THCはAChEの競合阻害作用（Ki=10.2µM）、ブチリルコリンエステラーゼ (BuChE) の阻害作用（IC50=100µM）を有する。

## 内因性カンナビノイド
CB受容体の内在性リガンド（体内に存在するカンナビノイド様物質）として、2-アラキドノイルグリセロール (2-AG) やパルミトイルエタノールアミド (PEA) などが発見されている。

ミノサイクリンは、細胞外の2-AGの濃度を低下させ、PEAの濃度を増加させる。

## 合成カンナビノイドの薬理機序
カンナビノイド2受容体
カンナビノイド受容体タイプ2 (CB2受容体) をノックアウトしたマウスは、長期記憶の前後関係を損ない、空間作業記憶を増強する。CB2受容体は、主に免疫機能に関与するだけでなく、統合失調症やうつ病などの精神疾患に関与している。CB2受容体のノックアウトとは対照的に、C57BL/6JマウスにおけるAM-630によるCB2受容体の急性遮断は、記憶・運動活性・不安に影響を及ぼさなかった。
GABAA受容体
CB2受容体の慢性的な遮断は、GABAA受容体の変化に関連付けられている抗不安様作用を誘発する。JWH-133の急性投与は特に効果がなかった。AM-630の急性投与は不安を増加させ、JWH-133の前投与によって阻止された。AM-630の慢性投与が抗不安であるのに対し、JWH-133の慢性投与は不安様行動を増加させた。AM-630の慢性投与は、CB2受容体と皮質と扁桃体におけるGABAAα2およびGABAAγ2の遺伝子発現を増加させた。それに対しJWH-133の慢性投与は、遺伝子の反対変化をもたらした。AM-630またはJWH-133での長期投与後に観察された反対の行動および分子の変化は、不安の調節におけるCB2受容体の重要な役割を支持している。マウスの不安を減少させたAM-630の有効性は、不安関連障害の治療における新たな標的としてCB2受容体の可能性を強化している。
アデニル酸シクラーゼ
CB受容体作動薬はアデニル酸シクラーゼ (AC) の活性促進作用を併せ持つ。CB1受容体の作動薬であるWIN 55,212-2はACの強力な活性促進作用（EC50=21.82nM）を示した。
反対に、CB受容体拮抗薬はACの活性阻害作用を併せ持つ。CB1受容体の逆作動薬であるリモナバントはACの活性阻害作用を示した。
グルタミン酸・ドーパミン・アセチルコリン
カンナビノイドは、グルタミン酸・ドーパミン・アセチルコリンを介して記憶へ影響すると考えられている。
NMDA(15µM)神経毒に対し、WIN 55,212-2（20nM）とCP 55,940(20nM)は有意に神経保護した。しかし、高濃度（1, 10µM）での培養は36時間後に神経細胞をアポトーシスさせた。WIN 55,212-2はグルタミン酸阻害作用と、アセチルコリン阻害作用が示されている。

## 合成と特許取得済みのカンナビノイド
歴史的に、研究用のカンナビノイドの合成は、しばしば薬草のカンナビノイドの構造を基にしており、そして多くの類似体が製造・実験され、特にロジャー・アダムスのグループは早くも1941年に、その後ラファエル・メコーラムのグループが先導した。新しい化合物はもはや天然のカンナビノイドと関連がないか、あるいは内因性カンナビノイドの構造に基づいている。合成カンナビノイドは、カンナビノイド分子に系統立てた改良を加えることにより、構造とカンナビノイド化合物の活性を決定する実験に特に有用である。
ナビキシモルス（サティベックス）
大麻抽出物の経口スプレーであり、THCやCBDなど他のカンナビノイドを含有し、神経因性疼痛と痙攣のためにイギリス、カナダ、スペインを含む22カ国で用いられる。サティベックスは植物全体のカンナビノイド薬を開発する。
ナビロン（セサメット）
マリノール類自体を合成したラセミ混合物である。スケジュールIIであり、マリノールのスケジュールIIIとは異なる。
ドロナビノール（マリノール）
Δ9-THCの純異性体であり、食欲増進剤・制吐薬・鎮痛剤として用いられる。
リモナバン（アコンプリア/SR141716）
選択的CB1受容体逆作動薬であり、抗肥満薬として用いられた。CB受容体作動薬が食欲増進することを逆手にとって、内因性カンナビノイドの働きを阻害する医薬品である。うつ病や自殺未遂の報告が多く、2008年に販売中止となり、日本での治験も中止された。

### カンナビノイドの比較
| 名称 | CB1受容体Ki (nM)  | CB2受容体Ki (nM)  | 法規制（日本） | 法規制（米国）                            | 特記事項 |
| --- | ----------------- | ----------------- | -------------- | ----------------------------------------- | --- |
| ナビキシモルス（サティベックス） | 0?0               | 0?0               |                |                                           | 鎮痛（神経因性疼痛）・抗痙攣                                                                                                 |
| テトラヒドロカンナビノール（THC） | 040.7（部分作動） | 036.4（部分作動） | 麻薬           | スケジュールI                             | 自発運動減少(7mg/kg) 食欲増進・制吐・鎮痛                                                                                    |
| ナビロン（セサメット） | 0?0（作動）       | 0?0（作動）       | 麻薬           | スケジュールII                            | THC模倣のラセミ混合物 制吐・鎮痛（神経因性疼痛）                                                                             |
| ドロナビノール（マリノール） | 0?0（作動）       | 0?0（作動）       | 麻薬           | スケジュールIII                           | THC純異性体 食欲増進・制吐・鎮痛                                                                                             |
| リモナバン（アコンプリア/SR141716） | 01.8（逆作動）    | 0?0               |                |                                           | 食欲抑制（抗肥満）・禁煙補助                                                                                                 |
| AM-251 (英語版) | 07.5（逆作動）    | 0?0               |                |                                           | リモナバン誘導体 |
| APINACA（AKB48） | 304.5（作動）     | 0?0               | 指定薬物       | スケジュールI                             | 自発運動減少(2.2mg/kg) |
| ADB-PINACA | 00.5（作動）      | 00.9（作動）      | 指定薬物       | スケジュールI                             | 自発運動減少(0.3mg/kg) |
| JWH-018 (英語版) | 090（完全作動）   | 030（完全作動）   | 麻薬           | スケジュールI                             | 自発運動減少(0.2mg/kg) 徐脈・低体温(0.3〜10mg/kg) 鎮痛、強い不安・興奮・痙攣発作                                             |
| JWH-122 (英語版) | 00.7（作動）      | 01.2（作動）      | 麻薬           | スケジュールI                             | 自発運動減少(0.6mg/kg) |
| JWH-133 (英語版) | 6800（拮抗）      | 03.4（拮抗）      |                | スケジュールI（アラバマ州）               | 自発運動減少(20mg/kg) |
| AM-2201 (英語版) | 01.0（完全作動）  | 02.6（完全作動）  | 麻薬           | スケジュールI                             | 自発運動減少(1mg/kg) |
| WIN 55,212-2 (英語版) | 01.9（完全作動）  | 062.3（完全作動） |                |                                           | 経回路破綻(1mg/kg) 鎮痛（神経因性疼痛） 英国では規制薬物のClass B カナダでは規制薬物のSchedule II                            |
| CP 55,940 (英語版) | 00.6（完全作動）  | 00.7（完全作動）  |                |                                           | THCの約45倍強力 自発運動減少(25, 50µg/kg) 著しい低体温(100µg/kg) リモナバンで拮抗 制吐・鎮痛 カナダでは規制薬物のSchedule II |
| CP 50,556-1 (Levonantradol) | 0?0（作動）       | 0?0（作動）       |                |                                           | THC誘導体 THCの約30倍強力 制吐・鎮痛(0.123〜1.5mg/kg)                                                                        |
| HU-210 (英語版) | 00.06（作動）     | 00.52（作動）     |                | スケジュールなし （潜在的に違法の可能性） | ドロナビノール誘導体 天然THCの100〜800倍強力 自発運動減少 (6.25〜100µg/kg 用量依存性) 活動に長期間影響                       |
| HU-331 (英語版) | 0?0               | 0?0               |                | スケジュールI（フロリダ州）               | |
| SR-144,528 (英語版) | 00.6（逆作動）    | 4000（逆作動）    |                |                                           | |
| ジメチルヘプチルピラン (英語版) | 0?0               | 0?0               |                |                                           | |
| ※ CPはファイザー (Charles Pfizer) 、HUはヘブライ大学 (Hebrew University) 、AMはAlexandros Makriyannis（英語版）、JWHはジョン・W・ハフマン (John W. Huffman) |                   |                   |                |                                           | |

## 規制
2013年2月20日、厚生労働省は脱法ドラッグに使われる合成カンナビノイド類772物質を指定薬物として包括指定する厚生労働省令を公布し、3月22日から施行された。